# Longbridge
Longbridge est une zone au sud-ouest de Birmingham, en Angleterre. Pour le gouvernement local, il s'agit d'un quartier dans le district de Northfield Kings Norton.
En 2001, le district comptait 24 865 habitants. 
BMC, Austin et Austin-Healey avaient leur siège social à Longbridge et un important site industriel, aujourd'hui démantelé.